# 杏花村 (南京)

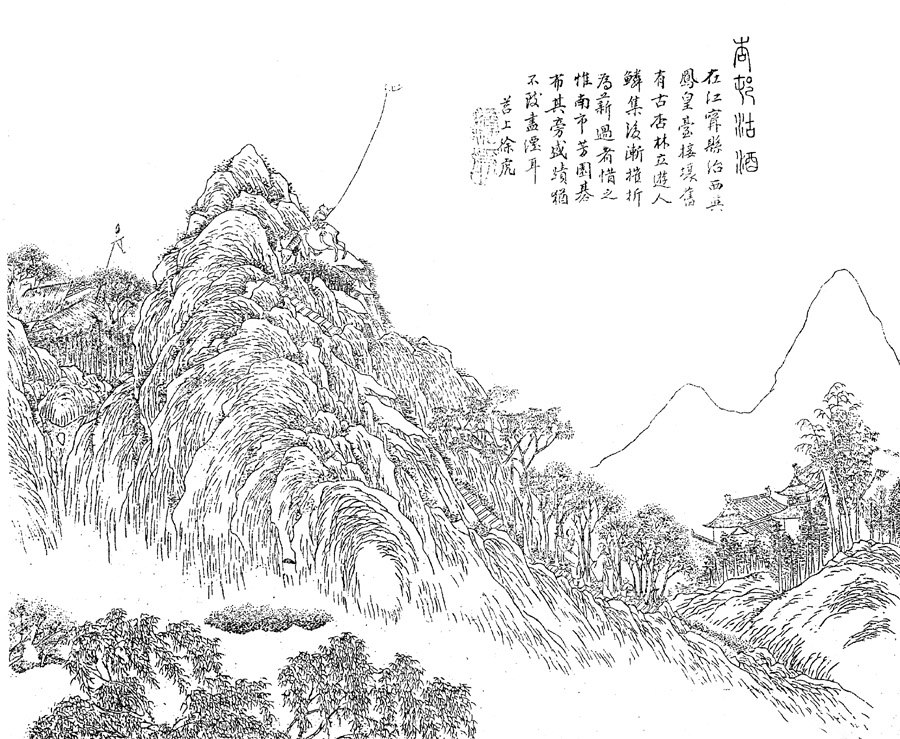
金陵四十八景“杏花沽酒”

杏花村，古地名，位于今南京市秦淮区城西鸣羊街北，凤凰台一带。

## 历史
据研究，春秋战国时期，此地无村，但毗邻长干里，居民聚集，杏花满坡，因而被称为杏花村。刘宋时，杏花村以出售“金陵春”佳酿闻名于世。元末因战火被毁，明朝时修复，又被清军进入时毁坏。清代吴敬梓补种杏树，后“杏花沽酒”入选金陵四十八景。清末荒废，1958年因兴建南京第一棉织厂而占用，现遗址有凤游寺小学等两所学校及传统民居。
2017年，杏花村片区环境综合整治项目启动，被列入年度市级重大项目。

## 史料记载
- 杜牧《清明》：“借问酒家何处有，牧童遥指杏花村。”有学者认为是大和七年（833年）春，杜牧由宣州赴扬州淮南节度使府，途经江宁时作。
- 顾起元《园居杂咏》：“杏花村外酒旗斜，墙里春深树树花。”
- 马光祖《景定建康志》卷二十三：“制效军寨，二所，一在城南门外虎头山，一在城里杏花村。”
- 杨万里：“白鹭北头江草合，乌衣西面杏花开。”（《景定建康志》卷二十二）
- 万俟绍之《金陵郊行》：“快提金勒走郊原，拂面东风醒醉魂。好景流连天易晚，来朝更过杏花村。”
- 张铉《至大金陵新志》卷十一：“庵本在御街南隅，刘观察虎子妇秀岩落发为尼，移庵额于秦淮南杏花村内建今寺。”
- 陆应阳《广舆记》卷二：“杏花村，江宁县治西，相传杜牧之沽酒处。”